# Calyptoconcha pellucida
Calyptoconcha pellucida är en snäckart som först beskrevs av Addison Emery Verrill 1880.  Calyptoconcha pellucida ingår i släktet Calyptoconcha och familjen Lamellariidae. Inga underarter finns listade i Catalogue of Life.